# Lúgosítás
Lúgosítás, lúgos étrend a természetgyógyászatban, illetve az alternatív orvoslásban alkalmazott eljárás, mely az ún. „lúgos étrend” fogyasztásával kívánja csökkenteni a test folyadékainak (pl. vér, vizelet) hidrogénion koncentrációját, azaz növelni a pH-t.
Az artériás vér-pH élettani középértéke 7,4, melyet az alkalmazott speciális diéta állítólag eltol lúgos irányba (7,5 vagy afölé)[forrás?]. A lúgos étrend hatékonyságát, eredményességét a testfolyadékok (nyál, vizelet) kémhatásának mérésével rendszeresen ellenőrzik.
Természetgyógyászok szerint a lúgos étrend megelőzi és gyógyítja a rákot, a szívbetegségeket, a szervezet alacsony energiaszintjét.[forrás?] A fenti állításokat egyetlen orvosi tanulmány sem támasztja alá, azt pedig kifejezetten cáfolja, hogy a „lúgos” étrend a szervezet sejtjeit körülvevő testfolyadékok (extracelluláris tér, melybe a vérplazma is beleértendő) kémhatását (pH) érdemben képes lenne befolyásolni.
A táplálékok és a szervezet sav-bázis egyensúly összefüggéseit az orvostudomány hosszú évtizedek óta vizsgálja. Ezen teória orvosi alkalmazása egyetlen szűk területre korlátozódik, a vizelet kémhatásának megváltoztatására. Bizonyos diéta ugyanis, mely elsősorban a húsételek (sertés, marha, baromfi) és gabonafélék kerülését jelenti, valóban csökkenti a vizelet savasságát (így a vizelet pH-ja emelkedik), az így megváltozott kémhatása pedig nem kedvez számos urogenitális gyulladást okozó baktériumnak és a vesekő képződésnek sem. Ez a terápia tehát jótékony hatású olyan betegeknél, akik visszatérő húgyúti fertőzésektől, és/vagy vesekövektől szenvednek. A két betegség gyakran együtt jár. Azonban az étrend nehezen szabályozható hatásai miatt ez a fajta diéta háttérbe szorult és manapság gyógyszerek segítségével hatékonyabban érik el ugyanezt a kívánt hatást. A túlzottan savas étrendet korábban csontritkulás hajlamosító tényezőként gyanították, ezt a gyanút az újabb orvosi vizsgálatok nem igazolták.

## Története
A 20. században az orvostudomány és az élettan igen kiterjedten vizsgálta a szervezet sav-bázis egyensúlyának szabályozását, és a vese ezen folyamatokban betöltött szerepét. A híres francia biológus, Calude Bernard is megfigyelte már, hogy ha nyulakat zöldség helyett magas fehérjetartalmú húsétellel etetünk, a vizeletük pH-ja csökken. A fenti megfigyelések további kalorikus vizsgálatokat vontak maguk után, melyek során a tápanyagokat ún. kaloriméterben égették el, mérték a keletkező hő mennyiségét és vizsgálták az égés után hátramaradó hamu kémiai összetételét. A vizsgálatok eredményeként az a hipotézis látott napvilágot, miszerint az anyagcsere során a szervezetben zajló égés után hasonló „hamu” marad vissza a szervezetben is, mint a kaloriméterben elégő anyag után.
A dietetikus szakemberek a fenti hipotézist újragondolták a 20. század elején, és elkezdték hangsúlyozni a táplálékokban előforduló anionok és kationok szerepét. Feltételezték, hogy a kloridokban, szulfátokban és foszfátokban gazdag táplálékok, vagyis mindazok, melyek anionokban gazdagok, savképzők, ezzel szemben a kationokban gazdag táplálékok kálium, kalcium, magnézium, feltételezetten lúgképzők. Kivételt képeztek a tőzegáfonya, az aszalt szilva, szilva, melyek kationképzőnek bizonyultak a kaloriméterben, de a szervezetben inkább savképzők, a magas hippursav tartalmuk miatt.

## Orvosi vonatkozások
A klasszikus teória szerint savas hamu marad vissza a hús, baromfi, sajt, hal, tojás, gabonafélék, de bázikus hamu képződik zöldségek, gyümölcsök (kivéve az áfonya, szilva) fogyasztása után. A savas, lúgos megjelölés tehát az égés után visszamaradó anyagokra utal, és nem az élelmiszer aktuális kémhatására vonatkozik, mint pl. a citrusfélék, melyek savanyúak ugyan, de végül lúgos maradékot hagynak.

### A lúgos étrend alkalmazásának története
Történelmileg a lúgos étrendet vesekőképződés és a visszatérő húgyúti fertőzések megakadályozására alkalmazták az orvosi gyakorlatban, mely azon a tapasztalaton alapult, hogy az étrend képes megváltoztatni a vizelet kémhatását. Évekkel ezelőtt gyakran használták a lúgos étrendet ebből a célból a teória mentén, miszerint a képződő lúgosabb vizelet megakadályozza a kőképződést, és a visszatérő fertőzéseket, mert a lúgos vizelet elpusztítja a legtöbb húgyúti kórokozó baktériumot is. Amikor azonban a finomabb analitikai módszerekkel alaposabban kezdték vizsgálni az étrend és a vizelet kémhatásának összefüggéseit, kiderült, hogy egy adott étrend vizelet pH-ra gyakorolt hatása az általánosságoktól eltekintve nem becsülhető kellően pontosan. Ez a körülmény a diéta használhatóságát erősen megkérdőjelezte. Ezért idővel az étrend szigorú megváltoztatása helyett gyógyszereket kezdtek alkalmazni, amennyiben a vizelet lúgosítása felmerült, mint terápiás célkitűzés. Mára újabb részletek derültek ki a vese savszekréciós mechanizmusáról, de a túl sok változó miatt még az újabb adatok fényében sem egyszerű a kellően állandó lúgos vizeletet eredményező étrend pontos tervezése. A pontos étrend megtervezéséhez ugyanis precízen kellene ismernünk az összes táplálék minden tápanyag összetevőjét, azok felszívódásának ütemét, amit az egyéni különbségek miatt szinte lehetetlen meghatározni, így a vizelet pH-ja étrenddel történő befolyásolása manapság csak bizonytalan eredménnyel kecsegtet.

### A szervezet sav-bázis állandósága
Az emberi artériás vér pH-ja átlagosan 7,4, melyet a szervezet igen szűk tartományban (7,38–7,42) szabályoz. A vér-pH 7,35 alatti állapotát acidózisnak, míg a 7,45 felettit alkalózisnak nevezzük. A szűk szabályozási tartományból is gyanítható, hogy a pH állandósága rendkívül fontos az életfunkciók szempontjából, mert számos alapvető kémiai folyamatot, egyensúlyt, enzim aktivitást, fehérjék töltésének eloszlását, ennek következtében azok struktúráját is befolyásolja. A szervezet pH szabályozása 3 pilléren nyugszik:
- puffer rendszerek (azonnali hatás a másodperc tört része alatt kompenzál)

szénsav/bikarbonát [HCO3−]/[H2CO3]
hemoglobin [Hb]/[HHb]
- tüdő (gyors hatás, percek alatt kompenzál)

A tüdő a széndioxid (CO2) eltávolítása révén csökkenti a vér savas kémhatását, vagyis emeli a vér pH-t. Félperces intenzív hiperventiláció, ami akaratlagos úton mélyebb és szaporább légvételekkel idézhető elő, hatékonyan emeli a vér-pH-t, ugyanakkor már észrevehető tüneteket is okoz, ami a vér azonnali lúgos irányba történő eltolódásának a következménye (alkalózis). Kezdetben hangyamászásszerű érzések jelennek meg a bőrön, majd enyhe szédülés tapasztalható. Ha tovább folytatódik a hiperventiláció, izomgörcsök, ájulás, de extrém esetben epilepsziás roham is jelentkezhet, ezért nem ajánlatos fél percnél tovább folytatni ezt a lúgosító műveletet. Hipoventiláció, ami a légvétel visszatartásával idézhető elő, a hiperventilációval ellentétes módon fokozza a vér CO2 tartalmát, ami a vér azonnali savas irányba történő eltolódását eredményezi (acidózis). Az egyre fokozódó, majd később elviselhetetlen légszomj a vér savasodásának következménye. A légvételek újbóli beindulása azonnal csökkenti, majd pár légvétel után normalizálja a vér CO2 tartalmát, ugyanakkor a helyes tartományba tereli a vér pH-t is.
- vese (lassú hatás, órák, napokon belül kompenzál)

A vese képes hosszútávon is szabályozni a vérben lévő bikarbonátionok mennyiségét, a hidrogén- és/vagy bikarbonátionok ürítése vagy visszatartása révén. A vese ún. proximális kanyarulatos csatornáiban egy Na+/H+ kicserélődési mechanizmus révén Na+ ionok szaporodhatnak fel a vérben, miközben a szervezet a felesleges H+ ionoktól megszabadul. A tubuláris folyadékban lévő proton (H+) akceptorok (bikarbonát, hidrogén-foszfát, ammónia) a H+ ionokat megkötik, majd a vizelettel ürülnek.
A szervezet természetes szabályozó mechanizmusai mindenfajta étrendtől függetlenül nagyon hatékonyan működnek, melyek eredményeképpen a vér és az extracelluláris tér pH-ja egy meglehetősen szűk tartományban állandó marad. Ez a szabályozási tartomány táplálkozással egyáltalán nem, vagy csak nagyon rövid időre és nagyon csekély mértékben befolyásolható. A vizelet pH értéke ezzel szemben széles tartományban változik az étrend függvényében, de ez a legcsekélyebb mértékben sem függ össze a vér pH értékével, és semmilyen jótékony hatása sem mutatható ki a rák betegségekkel kapcsolatban. „Az az állítás, miszerint étrenddel a vér kémhatása tartósan megváltoztatható, minden eddigi természettudományos ismereteinkkel ellentétes mítosz.” – állítja az Amerikai Rákkutató Intézet egy tanulmánya.

## A lúgos étrend előnyei
A lúgosításra javasolt étrend nincs ellentétben a modern dietetika alapelveivel, és egészséges étrendnek nevezhető, hiszen előnyben részesíti a friss zöldségeket, kerülendőnek tartja a dohányzást, a cukor, a finomliszt, a kávé, a feldolgozott élelmiszerek és az alkohol túlzott fogyasztását. Az állati eredetű fehérjék fogyasztásának korlátozásával valóban lúgos irányba tolja el a vizelet pH-ját, ami csökkenti a vesekő képződésének valószínűségét.[forrás?] A lúgosabb vizelet szintén védő hatású egyes húgyúti fertőzésekkel szemben is.[forrás?] A rostdús növényi étrend bizonyítottan javítja a széklet hidratáltságát, és ez egyértelműen kedvez a vastagbéldaganatok megelőzésében.[forrás?] Rendszeres testmozgásra és megfelelően gyakori folyadékfelvételre buzdít, emiatt csökken a testsúly, ami csökkenti a szív és érrendszeri betegségek kockázatát, de még a daganatos megbetegedések valószínűségét is.[forrás?] Egy dolog viszont biztos, hogy ennek semmi köze nincs a pH-hoz, mert a szervezet szabályozó mechanizmusai étrendtől függetlenül működnek, és igen szűk tartományban állandó értéken tartják a vér pH-ját. Tehát egészséges emberek esetében semmilyen ellenérv nem merül fel, hogy a diétát ki ne próbálja valaki. Kivételt képez az a fajta lúgos étrend, mely nagyobb mennyiségű nátrium-hidrogén-karbonát (szódabikarbóna) fogyasztására ösztönöz. A nátrium-hidrogén-karbonát ugyanis a gyomorsósavat semlegesíti, így rontja a gyomorban történő emésztés hatékonyságát.

## Visszaélések
A WebMD oldal véleménye szerint kerülendőek az olyan tanácsok és oldalak, melyek előfizetés útján bocsátják rendelkezésre az információt, havi heti előfizetésre ösztönöznek, melyet gyakran lehetetlenség lemondani, vagy arra buzdítanak, hogy a megfelelő hatást csak az adott cég termékeivel lehet elérni. Minden egészséges élelmiszer megvásárolható a helyi élelmiszerüzletekben is vagy a piacon. Olyan tanácsok szintén kerülendők, melyek a táplálékok egy nagyon szűk spektrumának fogyasztására buzdítanak, pl. javasolják az elhagyását minden zsír, fehérje és szénhidrát tartalmú tápláléknak, és pl. csak grapefruit vagy más leveket kell fogyasztani, ill. olyan oldalakat, melyek összeesküvés elmélet mentén próbálják manipulálni az arra fogékony olvasókat, pl. a „hivatalos tudomány titokban tart információt” vagy „egyetlen személy van a tudás birtokában, akinek a tanácsait feltétel nélkül kell elfogadni.”

## Hasonló étrend
A lúgosító étrend hívői közül sokan kezdenek citromlé diétába. Ez azonban több veszélyt is rejt magában. A citromlé nagy mennyiségű fogyasztása miatt szükségünk lehet a magnézium- és a kalcium pótlására. Ezen kívül a citrom savtartalma meghaladhatja akár egy pohár narancslé savtartalmát – a sav pedig roncsolja a fogzománcot! Ne folytassuk a citromlé diéta végzését, ha úgy érezzük, hogy a sok citrom hatására gyomorproblémáink vannak.